# Α1-アンチトリプシン
α1-アンチトリプシン（英: α1-antitrypsin、略称: A1AT、α1AT、A1A、AAT）は、セルピンスーパーファミリーに属するタンパク質であり、プロテアーゼインヒビターである。ヒトでは、SERPINA1遺伝子によってコードされる。古い文献においてはserum trypsin inhibitor（STI）とも呼ばれており、こうした名称は初期の研究においてトリプシンインヒビターとしての能力が顕著な特徴であったためである。実際にはトリプシンだけでなくさまざまなプロテアーゼを阻害するため、α1-プロテアーゼインヒビター（A1PI）、α1-アンチプロテアーゼ（A1AP）などと呼ばれることもある。酵素阻害剤として、炎症細胞の酵素、特に好中球エラスターゼから組織を保護する。血中の参考基準値は0.9–2.3 g/Lであるが、急性炎症に伴って濃度は何倍にも上昇する。
血中のA1ATの量が不十分、または機能的欠陥のあるA1ATが存在している場合（α1-アンチトリプシン欠乏症など）、好中球エラスターゼはエラスチンを過剰に分解し、その結果、肺の弾性が低下して成人では慢性閉塞性肺疾患などの呼吸器合併症が引き起こされる。正常なA1ATは肝臓で産生されて体循環に加わるが、欠陥のあるA1ATは肝臓に蓄積し、成人と小児の双方で肝硬変の原因となる。
炎症細胞から放出される好中球エラスターゼへの結合に加えて、A1ATは細胞表面に局在するエラスターゼにも結合する。この場合エラスターゼは酵素としては作用せず、その代わりに細胞が移動するようシグナルを伝達する。A1ATは肝臓に加えて、骨髄のリンパ球と単球、小腸のパネート細胞でも産生される。
A1ATは内在性のプロテアーゼインヒビターであるが、医薬品としても利用される。医薬品としてはヒトの血液から精製されており、α1-proteinase inhibitor (human) の一般名とさまざまな商標名（Aralast NP、Glassia、Prolastin、Prolastin-C、Zemairaなど）で販売されている。組換え型のA1ATも利用可能であるが、現在では主に医学研究で利用されている。

## 機能
A1ATは52 kDaのセルピンである。医学分野においては最も顕著なセルピンであると考えられており、α1-アンチトリプシンと「プロテアーゼインヒビター」という語はしばしば互換的に用いられる。
大部分のセルピンは、酵素と共有結合的に結合することで不活性化を行う。こうした酵素は局所的に比較的低濃度で放出され、A1ATなどのタンパク質によって迅速に除去される。急性期の反応では、活性化された好中球とその酵素エラスターゼによる結合組織線維エラスチンの分解に伴う組織傷害を限定的なものにするため、さらなる濃度上昇が必要である。
全てのセルピンと同様、A1ATはβシートとαヘリックスからなる特徴的な二次構造を持っている。この領域の変異によって、肝臓で多量体化して蓄積する非機能的なタンパク質となる（小児肝硬変症）。

## 疾患における役割

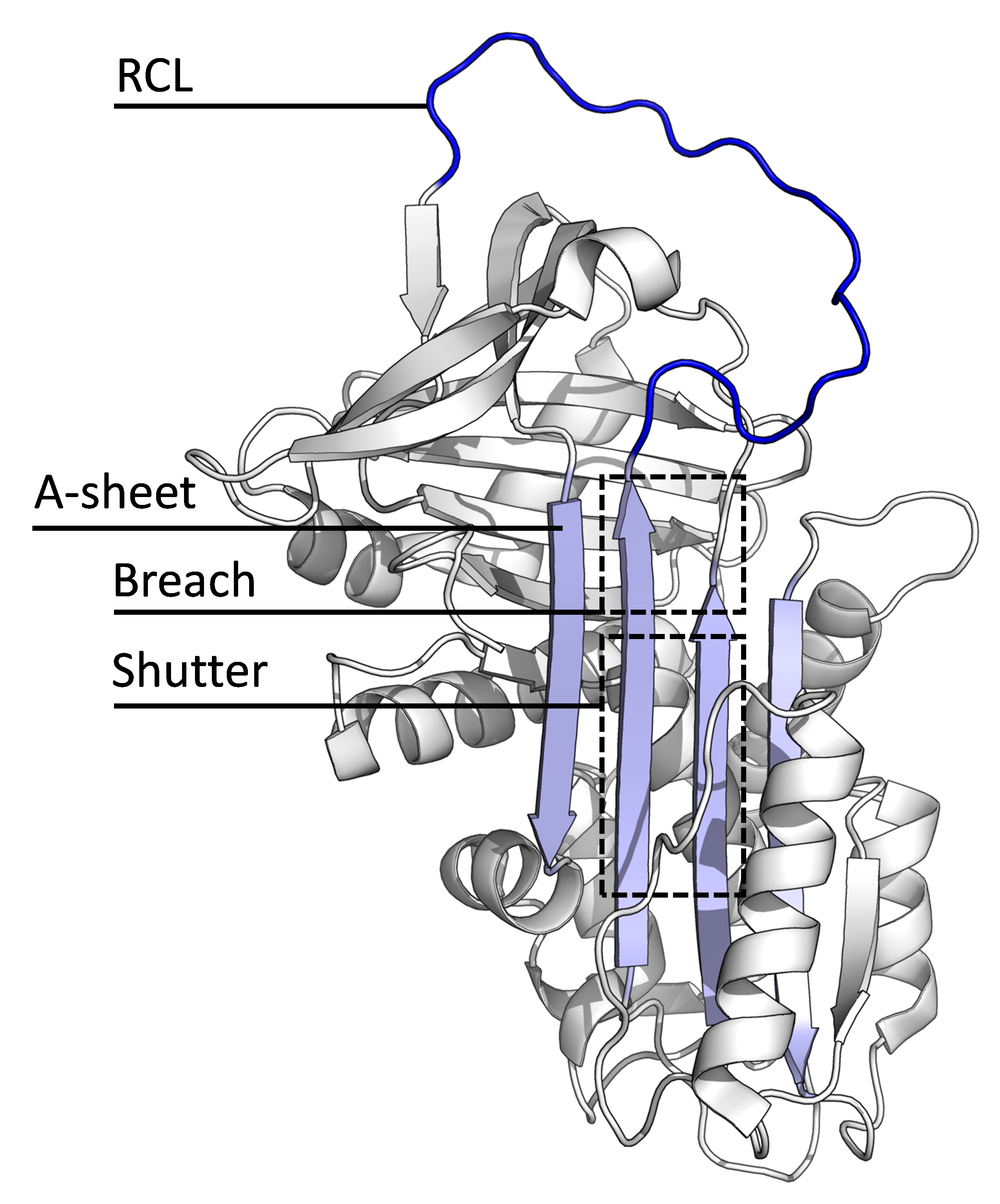
α_{1}-アンチトリプシンの構造（PDB: 1QLP）

このタンパク質が関与する疾患としては常染色体共優性遺伝する疾患であるα1-アンチトリプシン欠乏症がある。A1ATの欠乏のため阻害が起こらず、慢性的な組織破壊が引き起こされる。その結果特に肺組織の損傷が引き起こされ、最終的には特徴的な肺気腫の症状が引き起こされる。喫煙はA1ATがエラスターゼに結合する際の必須残基であるメチオニン358番（プロセシング前は382番）の酸化を引き起こすことが示されており、喫煙（または受動喫煙）による肺気腫の主な機序の1つであると考えられている。A1ATは肝臓で発現しており、タンパク質をコードしている遺伝子の特定の変異は、タンパク質のミスフォールディングと分泌の異常を引き起こし、肝硬変の原因となる。
きわめて稀な形態としてPiPittsburghと呼ばれるものがあり、M358R変異によってA1ATはアンチトロンビンとして機能するようになる。この変異を持つ人物が出血性素因のために死亡したという報告がある。
関節リウマチの患者は、滑液中のカルバミル化されたA1ATに対する自己抗体を産生していることが発見されている。このことは、A1ATが肺以外でも抗炎症作用または組織保護作用を果たしている可能性を示唆している。これらの抗体はより重篤な疾患過程と関係しており、さらに疾患の発症の何年も前から観察されているため、関節痛の患者での関節リウマチの発症の予測因子となる可能性がある。そのため、カルバミル化A1ATは関節リウマチのバイオマーカーとしての研究が行われている。

## 命名
このタンパク質はin vitroでトリプシンと共有結合的に結合し不可逆的に不活性化するため、「アンチトリプシン」と命名されていた。トリプシンはペプチダーゼの1種で、十二指腸などで活性を持つ消化酵素である。
「α1」はタンパク質電気泳動時におけるタンパク質の挙動を表している。血中のタンパク質要素は、電気泳動によっていくつかのクラスターへ分離され、それらは陽極側からアルブミン、α1‐グロブリン、α2‐グロブリン、β‐グロブリン、γ‐グロブリン（免疫グロブリン）と呼ばれる。α1-アンチトリプシンはα1-グロブリンの主要なタンパク質である。

## 遺伝子
α1-アンチトリプシンをコードするSERPINA1遺伝子は14番染色体の長腕（14q32.13）に位置している。
α1-アンチトリプシンはさまざまな集団で100以上の多型が記載されている。北欧・西欧で最も高頻度で見られる変異はZ変異（Glu342Lys、rs28929474）と呼ばれている。

## 生化学的性質
成熟型のA1ATは394アミノ酸からなる1本鎖の糖タンパク質で、多くのグリコフォームが存在する。3つのN結合型グリコシル化部位には、主にいわゆる二分岐型のN-グリカンが結合している。しかし、アスパラギン107番残基には三分岐、さらには四分岐型のN-グリカンが結合しており、かなりの不均質性がみられる。これらのグリカン中に存在する負に帯電したシアル酸の量が異なるため、正常なA1ATを等電点電気泳動で分析した際には不均質性が観察される。また、フコシル化された三分岐型N-グリカンにはいわゆるシアリルルイスXエピトープを構成するフコースが存在しており、それによってこのタンパク質に特定のタンパク質-細胞間認識性質が付与される。システイン256番残基はジスルフィド結合によって遊離システインを結合していることが知られている。

## 医学的利用
α1-アンチトリプシン濃縮製剤は血液ドナーの血漿から調製される。アメリカ食品医薬品局（FDA）は、ヒト血漿由来のα1-アンチトリプシン製剤（Prolastin、Zemaira、Glassia、Aralas）の使用を承認している。これらの製品はA1AT補充療法で用いられ、患者1人当たりのコストは毎年10万ドルにのぼる。週1回60 mg/kgの用量で静注による投与が行われる。高用量の投与は付加的な利益をもたらさないが、休暇などによる毎週投与の中断を見越して行われることがある。
Respreezaは2015年8月にEUで医療目的の利用が承認された。維持療法に対して処方され、重度のα1-アンチトリプシン欠乏症を抱える成人で肺気腫の進行を遅らせるために用いられる。患者は最適な薬理学的・非薬理学的治療下に置かれており、α1-アンチトリプシン欠乏症の治療経験のある医療従事者の評価による進行性肺疾患の証拠（1秒当たりの努力肺活量（FEV1）の低下の予測、歩行能力の障害、憎悪の回数の増加）が存在する必要がある。最も一般的な副作用としては、めまい、頭痛、呼吸困難（息切れ）、吐き気がある。治療中にはアレルギー反応が観察されることがあり、その一部は重篤である。

## 歴史
AxelssonとLaurellは1965年に疾患の原因となるA1ATのアレルが存在する可能性を初めて示した。

## 関連文献
- “Alpha 1-antitrypsin: structure, function and molecular biology of the gene”. Bioscience Reports 9 (2):  129–38. (April 1989). doi:10.1007/BF01115992. PMID 2669992.
- “The alpha 1-antitrypsin gene and its deficiency states”. Trends in Genetics 5 (12):  411–7. (December 1989). doi:10.1016/0168-9525(89)90200-X. PMID 2696185.
- “Structure and variation of human alpha 1-antitrypsin”. Nature 298 (5872):  329–34. (July 1982). Bibcode: 1982Natur.298..329C. doi:10.1038/298329a0. PMID 7045697.
- “Wild-type alpha 1-antitrypsin is in the canonical inhibitory conformation”. Journal of Molecular Biology 275 (3):  419–25. (January 1998). doi:10.1006/jmbi.1997.1458. PMID 9466920.
- “S-nitrosylated human alpha(1)-protease inhibitor”. Biochimica et Biophysica Acta (BBA) - Protein Structure and Molecular Enzymology 1477 (1–2):  90–7. (March 2000). doi:10.1016/S0167-4838(99)00264-2. PMID 10708851.
- “Alpha1-antitrypsin deficiency: biological answers to clinical questions”. The American Journal of the Medical Sciences 321 (1):  33–41. (January 2001). doi:10.1097/00000441-200101000-00006. PMID 11202478.
- “Hypersensitive mousetraps, alpha1-antitrypsin deficiency and dementia”. Biochemical Society Transactions 30 (2):  89–92. (April 2002). doi:10.1042/BST0300089. PMID 12023831.
- “Gene regulation of the serine proteinase inhibitors alpha1-antitrypsin and alpha1-antichymotrypsin”. Biochemical Society Transactions 30 (2):  93–8. (April 2002). doi:10.1042/BST0300093. PMID 12023832.
- “Liver injury in alpha1-antitrypsin deficiency: an aggregated protein induces mitochondrial injury”. The Journal of Clinical Investigation 110 (11):  1579–83. (December 2002). doi:10.1172/JCI16787. PMC 151639. PMID 12464659.
- “Alpha1-antitrypsin polymerization and the serpinopathies: pathobiology and prospects for therapy”. The Journal of Clinical Investigation 110 (11):  1585–90. (December 2002). doi:10.1172/JCI16782. PMC 151637. PMID 12464660.
- “AAT as a diagnostic tool”. Clinica Chimica Acta; International Journal of Clinical Chemistry 352 (1–2):  1–13. (February 2005). doi:10.1016/j.cccn.2004.03.012. PMID 15653097.
- “Molecular mousetraps, alpha1-antitrypsin deficiency and the serpinopathies”. Clinical Medicine 5 (3):  249–57. (2005). doi:10.7861/clinmedicine.5-3-249. PMC 4952210. PMID 16011217.
- “Alpha-1-antitrypsin deficiency: a new paradigm for hepatocellular carcinoma in genetic liver disease”. Hepatology 42 (3):  514–21. (September 2005). doi:10.1002/hep.20815. PMID 16044402.